# Montner
Montner  es una  localidad y comuna francesa, situada en el departamento de Pirineos Orientales, región de Languedoc-Rosellón y comarca histórica del Rosellón.
Sus habitantes reciben el gentilicio de montescotois en francés y montnerenc, montnerenca en catalán.

## Demografía
| 269 | 318 | 247 | 247 | 261 | 244 |
| Para los censos de 1962 a 1999 la población legal corresponde a la población sin duplicidades (Fuente: INSEE [Consultar]) |     |     |     |     |     |